# 沃爾特·譚尼森·施永高
沃爾特·譚尼森·施永高（英語：Walter Tennyson Swingle，1871年1月8日—1952年1月19日）是一位美國植物學家，他在柑橘分類學領域有重大的貢獻。

## 生平
施永高出生於賓夕凡尼亞州南迦南，兩歲時和家人一起搬到堪薩斯州。他在1890年自堪薩斯州立農業大學畢業，並於1895年、1896年左右至1898年為止在德國波恩大學攻讀。
1901年，施永高和露西·羅姆斯塔德（Lucie Romstaedt）結婚，露西在1910年逝世。1915年，他和威廉·阿什布魯克·凱勒曼的女兒莫德·凱勒曼（Maude Kellerman）結婚，育有四個孩子。1952年1月19日，施永高於華盛頓逝世。

## 對美國農業的貢獻
1891年，施永高在美國農業部任職，他研究亞熱帶的水果、在佛羅里達州成立實驗室並成為一名農業探險家。1902年之後，他開始負責有關植物生理學和植物配種的研究。1897年，他在佛州尤斯蒂斯配種出橘柚。
施永高多次造訪地中海一帶、北非和小亞細亞的國家，將當地的椰棗、開心果以及許多實用性高的植物帶回美國，他還引進無花果小蜂，讓加州得以種植無花果。施永高也在1918年至1919年間到過亞洲，帶回數卷有關植物學的中文著作，存放於美國國會圖書館。
他的大部分研究發表在全套五冊的《柑橘產業》之中，這套書泰半內容有他撰寫。

## 部分著作
- . 1898.
- . 1899.
- . 1904  [2020-08-19]. （原始内容存档于2016-03-06）.
- . 1913.
- . 1914.
- . 1914.
- . 1923.
- . 1931.

## 外部連結
- 互联网档案馆中沃爾特·譚尼森·施永高的作品或与之相关的作品
- Walter Tennyson Swingle Collection （页面存档备份，存于）  University of Miami Libraries Special Collections Finding Aid. The collection contain papers, articles, correspondence and other materials that provide information on his botanical and plant introduction work as well as his personal life and travels.
- Swingle Plant Anatomy Reference Collection （页面存档备份，存于）  The site features over 1,700 photomicrographs of plant parts from more than 250 species of plants collected from all over the world, plant structure animations, and information on Walter Tennyson Swingle.
- Walter Tennyson Swingle: botanist and exponent of Chinese civilization （页面存档备份，存于）